# Аметиста-ду-Сул
Аметиста-ду-Сул (порт. Ametista do Sul) — муниципалитет в Бразилии, входит в штат Риу-Гранди-ду-Сул. Составная часть мезорегиона Северо-запад штата Риу-Гранди-ду-Сул. Входит в экономико-статистический микрорегион Фредерику-Вестфален. Население составляет 7 573 человека на 2016 год. Занимает площадь 93,490 км². Плотность населения — 87,2 чел./км².

## История
Город основан 20 марта 1992 года. Муниципалитет известен своими аметистовыми копями в этом районе. Маленький городок Аметиста-ду-Сул считается мировой столицей по добыче аметиста. Однако в соседнем городке Соледаде количество аметиста (тоннаж) может быть значительно больше, потому что это коммерческий город, где продается большая часть аметиста, добытого в Аметиста-ду-Сул. Кроме того там продается агат и другие камни.
"Аметистовые рудники находятся на окраине города, в маленькой долине, где их можно увидеть как линию горизонтальных черных пещер у основания долины. Аметист добывают из плоского слоя лежащего базальта, богатого аметистом. Метод добычи заключается в том, чтобы пробивать туннели в базальте параллельно друг другу и добывать аметистовые геоды, встречающиеся в процессе добычи "[Rock Currier 2011]. В настоящее время имеется несколько активных рудников.
В центре города есть пирамида, внутри которой внутренние стены (3 метра) облицованы местным аметистом. Внутренние стены противоположной католической церкви (6 метров) также облицованы аметистом. Есть музей, посвященный местной промышленности. Появились виноградники и старые непроизводительные шахты были превращены в винные погреба. Имеется сеть магазинов и других торговых точек для покупки аметиста и других камней. Все это привлекает значительное количество туристов и бизнесменов со всего мира.

## Статистика
- Валовой внутренний продукт на 2003 составляет 40 498 364,00 реалов (данные: Бразильский институт географии и статистики).
- Валовой внутренний продукт на душу населения на 2003 составляет 5182,80 реалов (данные: Бразильский институт географии и статистики).
- Индекс развития человеческого потенциала на 2000 составляет 0,754 (данные: Программа развития ООН).

## Туризм
Каждые два года, в марте, в Аметиста-ду-Сул проходит отраслевая ярмарка и выставка камней (Expopedras), с экспозицией различных видов камней.